# RTVE
Корпорація радіо та телебачення Іспанії (ісп. Corporación de Radio y Televisión Española, S.A.), раніше — Публічне радіо та телебачення Іспанії (ісп. Ente Público Radiotelevisión Española), —  державна корпорація, що здійснювала непряме керування публічними сервісами радіо та телебачення Іспанії. Член Європейської мовної спілки.
Корпорація поділяє свої сервіси телебачення та радіо на два філіали: Національне радіо Іспанії (ісп. Radio Nacional de España, RNE), що мовить в FM-мережі, та Іспанське телебачення (ісп. Televisión Española, TVE), що здійснює аудіовізуальне мовлення.
З 2010 року фінансується державним бюджетом на 50%, решта — це податки від телефонних компаній — 0,9%, відкрите приватне телебачення надає ще — 3%, та від платного телебачення — 1,5%.
У червні 2020 року телерадіокомпанія опублікувала інфографіку про поширення COVID-19, де окупований Крим був позначений частиною РФ. Після звернення посольства України до RTVE та МЗС Іспанії, мовник виправив допущену політико-географічну помилку.

## Функції згідно із законодавства
Іспанський закон про державне радіо та телемовлення від 5 червня 2006 року (стаття 3) зазначає функції корпорації:
1. Підвищувати рівень знань, конституційних принципів і громадянських цінностей.
2. Гарантувати об'єктивну, правдиву та численну інформацію.
3. Сприяти демократичному обговоренню та вільному вираженню думок.
4. Забезпечити територіальну єдність, плюралізм, мовне та культурне розмаїття Іспанії.
5. Забезпечити доступ до програм різного жанру, інституційних, соціальних, культурних та спортивних заходів, орієнтованих на всі сегменти аудиторії, звертаючи увагу на ті теми, що представляють суспільний інтерес.
6. Мати на меті задоволення як найбільш широкої аудиторії, забезпечуючи безперервність сигналу, максимальну географічну та соціальну зону покриття, із зобов'язанням надання якості і різноманітності. Бути інноваційним, та виконувати високі етичні вимоги.

## Канали
Корпорація радіо та телебачення Іспанії складається з декількох каналів із різною тематикою, жанрами. На 2020 рік існує сім каналів телебачення та шість каналів радіомовлення.

### Телебачення
На території Іспанії діють два основних та п'ять тематичних каналів, що належать до групи Радіо та Телебачення Іспанії. Два канали є каналами високої чіткості. Всі канали можливо побачити по TDT, супутниковому чи кабельному телебаченню.
| Логотип | Програми |
| ------- | --- |
|         | La 1: La Uno, TVE1, La Primera. Це основний канал групи. З 1961 року транслює в ефірі фінал Євробачення (за винятком 1984–1992). Це перший створений канал в Іспанії. Створений у 1956 році.                        |
|         | La 2: La Dos, TVE2, Segunda Cadena, UHF. На цьому каналі приділяють увагу культурі і громадськості. Також демонструє фільми власного виробництва. Це був перший іспанський канал, що використовував технологію УВЧ. |
|         | Clan: цей канал виділяється дитячою та підлітковою тематикою. |
|         | Teledeporte: канал на спортивну тематику. |
|         | 24h: відомий як канал 24 години. Канал на тематику новин, створений у 1997. |
|         | La 1 UHD: перший канал у UHDTV. |
|         | TVE Internacional: міжнародна трансляція. |
|         | Star TVE HD: Міжнародний розважальний супутниковий телеканал, що транслюється на країни Латинської Америки. Запущений у 2016 році.                                                                                  |

### Радіо
На зараз існує 5 каналів радіо, один з яких транслюється ексклюзивно для Каталонії.
| Логотип | Програми |
| ------- | --- |
|         | Radio Nacional: (Radio 1) одна з основних радіостанцій. Базується на інформативних випусках. Створена у 1937. |
|         | Radio Clásica: (Radio 2) в основному транслює класичну музику. Створена у 1965. |
|         | Radio 3: транслює культурні, соціальні, музикальні та альтернативні програми. Створена у 1979. |
|         | Ràdio 4: створена у Каталонії у 1976, та згодом поширилася на інші регіони Іспанії.. Створена у 1988. |
|         | Radio 5: перший ефір відбувся у 1989. Радіостанція працює у форматі новин цілодобово. |
|         | Radio Exterior de España: радіостанція для іспанців, що живуть за кордоном та для зацікавлених в Іспанії людей. Крім іспанської мови також є програми на англійській, французькій, арабській, російській, португальській та на сефардській мовах. |

### Інтернет
Інтернет сайт публікує останні новини, блоги, відео. Деякі матеріали можна прокоментувати. На сайті є програма передач на наступний день. Транслює прямий ефір із затримкою у десять секунд будь-якого каналу зі всієї групи Радіо та Телебачення Іспанії. Деякі художні фільми не транслюються в мережі інтернет.
На сайті можливо передивитись улюблені програми та телесеріали. Інтернет підрозділ підкоряється групі RTVE Interactive Media.

### Експорт
За кордоном транслюються два канали:
TVE Internacional — канал вибірково транслює програми групи Телебачення Іспанії. Транслюється на Європу, Північну Америку, Латинську Америку, Філіппіни, Західну Сахару та Екваторіальну Гвінею.
Radio Exterior de España  — радіостанція для іспанців, що живуть за кордоном та для зацікавлених в Іспанії людей. Крім іспанської мови також є програми англійською, французькою, арабською, російською, португальською та на сефардською мовами.

## Історія
Радіо та Телебачення Іспанії були засновані у 1956, як публічні сервіси, які мають правильно та вчасно освітлювати інформацію, враховуючи громадську думку, співпрацювати з системою освіти, поширювати іспанську культуру, культуру національних меншин та регіональну культуру, забезпечувати свободу капіталу і громадську рівність, особливу увагу приділяти дискримінації жінок.
У 1980 було перейменовано у Організацію Радіо та Телебачення Іспанії, був оновлений Статут Радіо та Телебачення Іспанії. У такому вигляді Організація Радіо та Телебачення Іспанії із власним оркестром та хором проіснувала до 2007 року, коли була реформована, а також тоді була вдосконалена назва, відтоді це Корпорація Радіо та Телебачення Іспанії.

### Правління Соціально Робочої Партії Іспанії «PSOE» (1982–1996)
Після перемоги Соціалістичної Робочої Партії Іспанії на загальних виборах 1982 року, директором корпорації був призначений Хосе Марія Калвіньйо. Він перебував на цій посаді до 1986 року. Його правління не було позбавлене критики, полеміки та звинувачень у маніпулюванні мережею.
Він спробував повністю оновити імідж і дух телебачення в Іспанії. Були запущені нові телевізійні програми, такі як: «Кришталевий шар», «Якби я був президентом», «Золотий Вік», із метою реалізувати якісну модель громадського телебачення. Однак привілейовані часи займали північно-американські серіали такі як «Династія» та «Фелкон Крест».
На посаду голови інформаційної політики був призначений Хосе Луїс Бальбін. Він був звільнений, а програма Ключ була знята із непорозуміння з головою корпорації, змінили його на Енріке Васкеса, а ще потім, на Енріка Сопена.
Під час правління Кальвіньйо, були змінені такі класики телебачення як Палома Гомес Борреро. В цей же час запроваджує нову генерацію журналістів, серед них Пако Лобатон, Конча Гарсия Кампой, Анхелес Касо, що успішно оновили випуски теленовин.
Небувалого поширення набув скандал, що відбувся під час проведення трансляції чемпіонату світу з футболу 19 липня 1986 року. Після голу забитого у ворота Данії, іспанцем Еміліо Бутрогеньо декілька разів були показані символи керівної політичної партії. Управління інформаційної політики не витримувало звинувачень у свою адресу, перебуваючи у епіцентрі суперечок та полеміки. Луїс Маріньяс заявив, що наказ демонструвати символіку був ще задовго до початку трансляції.
Після виборів у 1986, Кальвіньйо був змінений на своєму посту на Пилар Миро. У 1988 Пілар Міро нагороджує програму «Дослідження Буннель», а досить популярну програму «Кристальний Шар» знімає з ефіру. Хуліо Де Беніто призначається на посаду голови інформаційної політики.
У січні 1989 він звільняється за своїм бажанням у прямому ефірі і передає тимчасове правління Луїсу Солано. Це відбулося у випуску новин з Дієго Карседо.
Після короткого правління Луіса Солано, Хорді Гарсія Канду стає новим директором у 1990 році, який довірив місце голови інформаційної політики журналісту Марії Антонії Іглесіас.
В ці роки в Іспанії поширюється і стає популярним приватне телебачення. Державному радіо та телебаченню доводиться конкурувати вперше. Вперше випуски новин та інші програми можуть проявити свою компетентність перед іншими каналами.
Епоху правління Соціальної Робочої Партії Іспанії можливо відзначити скаргами проти маніпулювання на телебаченні. Наприклад у випуску новин від 28 жовтня 1992 року символіка партії була за розташуванням опозиційної партії, що можливо було розцінити як іронію, тоді також вихваляли епоху правління президента Іспанії Феліпе Гонсалеса.

### Правління Популярної Партії Іспанії «РР» (1996–2004)
Після перемоги Популярної Партії у 1996, генеральним директором стає Моніка Рідруехо. В перші роки правління РР, одна персона, Ернесто Саенз де Бурага був відповідальний за вечірній випуск новин та за правління інформаційним відділом. Правління Рідруехо можливо відзначити, як незалежне та професійне керування корпорацією у скрутні фінансові часи, при недостатньої адекватності ринку, але великою кількістю глядачів. Вона розробила план реструктуризації, а також ретельного управління вмістом в програмуванні телебачення, радіо та інших засобів масової інформації для затвердження урядом і парламентом. У грудні 1996, уряду Іспанії був представлений план реструктуризації і був приведений перелік лінійки цифрових каналів для національного та міжнародного мовлення. Та через рік вона подає у відставку через неузгодження урядом її плану.
Головою правління обраний Фернандо Лопес-Амор. 29 квітня 1998, після переходу в телевізійну компанію "Антена3", Бураги та Пратса, Хавьер Гонсалес Феррарі виконує обов'язки директора інформаційної політики. Лопес-Амор не більше року пробув на посаді у Корпорації Радіо та Телебачення Іспанії, його змінив Піо Кабанійас Алонсо у 1998.
Після генеральних виборів у 2000, перемоги Популярної Партії, Хосе Марія Азнар стає спікером парламенту, а Хавьер Гонсалес Феррарі головним директором корпорації, а також директором інформаційних сервісів. Скориставшись цим, Альфредо Урдаччі займає посаду керівника новин першого каналу, не залишивши при цьому місце телеведучого вечірніх новин.
Протягом свого перебування на посаді, до 2002, корпорація стає залежною від Державної Організації Індустрії, що раніше була відома як Національний Індустріальний Інститут, яка стає відповідальною за технічно-економічний план і зокрема, за сегрегацію Радіо та Телебачення Іспанії на два окремих підрозділи: на комерційний та публічний. Гонсалес Феррарі заперечував проти останньої пропозиції і в решті, у жовтні 2001 вона була відхилена.
Невдовзі, після зміни на посаді голови Державної Організації Індустрії Педро Феррера на Ігнасіо Руіс-Харабо, був затверджений новий план по ліквідації заборгованості. Обмеження ресурсів призвело до відмови від трансляцій чемпіонату з футболу у Японії та Південній Кореї 2002.
З іншого боку його нейтральність та неупередженість викликали багато питань у опозиції. Соціально Робоча Партія Іспанії просила піти у відставку правління корпорації через не коректне висвітлення демонстрації, що відбулася проти нових законів про вищу освіту, та за скасування інтерв'ю із Хавьєром Солано у березні 2002.
У цю епоху відбувається перший судовий позов проти Корпорації Радіо та Телебачення Іспанії із звинуваченням від опозиційної політичної сили у маніпуляції. Так 15 жовтня 2003 у прямому ефірі, випуску вечірніх новин, Альфредо Урдачі неправильно вимовляє назву опозиції. Через місяць після страйку, він полишив робоче місце ведучого за власним бажанням.
Хосе Антоніо Санчес осідає у вечірніх новинах на деякий час. Критика з боку опозиції посилилась. В квітні 2003 соціалісти звинуватили ведучого у порушенні конституції, не раз до того звертаючись до керівництва телекомпанії.
Різні медіа, інститути, та політичні опозиціонери в цей час ще сильніше критикують політику відсутності нейтральності та вчасності новин, особливо роботу Урдачі. Освітлення війни у Іраку вивчається у університеті Карлоса 3го, що було безсумнівно названо як «упереджене і далеке від реальності». 18 лютого соціалісти подають заяву про його зняття з посади журналіста.
30 січня 2004 року Асамблея Ради Європи приводить Радіо та Телебачення Іспанії як приклад «Політичного_патронажу» та «державного патерналізму».
Після скоєних Терактів 11 березня у Мадриді Телерадіокомпанія під керівництвом Альфредо Урдачі була звинувачена у виконанні наказів від Популярної Партії, що вирішили зробити відповідальними за це терористичне угрупування ЕТА та не Аль Каїду. Декілька днів після цього, незадовго до виборів корпорація та ПП були розкритиковані міжнародними медіа за спробу приховати правду як імовірну поразку Популярної Партії та як результат від Іракської війни.

### Правління Соціально Робочої Партії Іспанії «PSOE»(2004–2011)
За тріумфом PSOE на виборах у березні 2004, з’явились нові директиви для Радіо та Телебачення Іспанії, Кармен Рафаель з першого дня стає у правління ресурсами корпорації, їй одразу вдається зняти попередні звинувачення проти компанії.
Першочерговим завданням для Кармен Рафаель стає, призначення головою інформаційного відділу Франа Йоренте.
На цьому етапі інформаційні випуски Телебачення Іспанії отримують визнання за «досконалість, незалежність та плюралізм», отримують нагороду від Global TV Avord, як найкращі в усьому світі, канал випередив таких суперників як, BBC, TF1, ABC, RAI та інших, через рік вечірні інформаційні випуски отримують нагороду за друге місце серед найкращих, пропустивши поперед TF1. У 2011 теленовини отримують національну премію. Але кількість звинувачень не зменшилась. Опозиційна ПП скаржиться на Франа Йоренте і просить його піти у відставку за ті випуски новин, де фотографія Маріано Рахоя помилково з'являється посеред сюжету з іракської тюрми, за підроблене відео з Гаїті та зливи у Місті Реал. Крім того основний політичний суперник звинуватив у дисбалансі часу між виступами політиків. Закон держтелерадіо від 5 червня 2006 відокремлює ENTE, телебачення та радіо. Також з цього часу Генерального Президента Корпорації, після парламентських виборів, обирає рада, він має бути обраний двома третинами голосів. Якщо за два місяці не вдається обрати президента і директорів корпорації, дванадцять конгресменів і президент можуть обрати їх абсолютною більшістю.
В цей час був запущений полемічний і спірний план реструктуризації або реорганізації Радіо та телебачення Іспанії, пройшли значні скорочення персоналу, 4855 працівників добровільно пішли у відставку. З того часу у публічному радіо і телебаченні працює менше персоналу.
19 грудня 2006 року конгрес депутатів вперше у своїй історії державного телебачення обрав президента корпорації, Луїса Фернандеса Фернандеса, погодивши пропозицію керівної партії, а також раду директорів.
У 2007 дирекція Інтерактивного Медіа Радіо та Телебачення Іспанії, стає на одному ієрархічному рівні з Телебаченням Іспанії та Національним Радіо.
23 листопада 2009 року Луіс Фернандес, демонструючи свою незгоду з новим законом про фінансування державного Радіо та Телебачення, де видаляються приватні оголошення, іде у відставку. На його місце, обраний парламентським консенсусом стає Альберто Оліарт, колишній міністр здоров'я та охорони. Оліарт був призначений президентом 24 листопада 2009 року.
За час його мандату, перестають публікуватись приватні оголошення. За проханням ради директорів Національне Радіо, Іспанське Телебачення та Корпорація Радіо та Телебачення, були об'єднанні з метою більшої ефективності та економії в організації.
6 липня Оліарт подає у відставку з особистих причин. З новин стає відомо, що його син Пабло, уклав контракт з Корпорацією Радіо та Телебачення Іспанії, де перебував на посаді одного з директорів.
Після відставки Оліарта, місце президента Корпорації Радіо та Телебачення стає вакантним, після цього, президента безрезультатно і щомісячно обирає рада директорів, так було з липня 2011 по червень 2012.

### Правління Популярної Партії Іспанії «PP» (2011-сьогодення)
Вигравши на генеральних виборах у листопаді 2011, Популярна Партія 20 квітня 2012, модифікувала закон 2006 року, зменшив кількість ради директорів з дванадцяти до дев'яти чоловік. також змінивши метод вибору президента корпорації, відтепер якщо дві третини не погоджувались з обранням кандидата на посаду президента, його обирали абсолютною більшістю.
4 червня 2012, від Популярної Партії був висунутий Леопольд Гонсалес-Еченіке, його офіційне призначення відбулось 28 червня 2012, коли він був підтриманий абсолютною більшістю членів Конгресу. Після цього Хуліо Самоано змінив на посаді директора інформації, Франа Йоренте. Під час свого керування, канал був розкритикований опозиційною Конфедерацією Профспілок, а в липні 2014 Конфедерація Профспілок подає скаргу у Верховний суд Іспанії проти Еченіке, звинувативши його в «несумлінних діях під час укладення Колективного договору і порушенні статей Конституції, щодо права на отримання точної та правдивої інформації», а також, «подачі неправдивої фінансової інформації о компанії, підриваючи тим самим Статут Трудящих».
Різні аналітики, ЗМІ і перш за все опозиційні партії, дуже критикують відсутність у новинах нейтральності інформації у цей час, так полемічним стало питання Святкування дня Каталонії 11 вересня, новина, що отримала двадцять хвилин ефіру, включаючи також дебати у парламенті. Наступні суперечки стосуються діла Барсенаса, яке спонукало виправдовуватись у прямому ефірі правлячу партію. Опозиційна партія та деякі редакції назвали це «незграбною маніпуляцією», «спробою виправдати Популярну Партію», 2 січня 2013 Парламентська Асамблея Ради Європи продемонструвала, що було у 2004 і як це виглядає у Телебаченні Іспанії, їх «турботу», їх «політичне втручання».
25 вересня, Еченіке пішов з поста президента корпорації Радіо та Телебачення Іспанії, після відмови уряду у додатковому вливанні в корпорацію у розмірі 130 млн євро. Тимчасово, Хосе Мануель Пеньялоса стає президентом та не полишає місце члена ради директорів. Його кандидатура була запропонована Популярною Партією Іспанії.
6 жовтня 2014 уряд на чолі з Популярною Партією заявив, що президентом корпорації буде Хосе Антоніо Санчес Домінгез, директор мадридської компанії, який вже займав цю посаду у 2002–2004 роках.
У 2015 стався неприємний інцидент з ведучою першого каналу. У телеведучої Лари Сіскар, було декілька профілів у соціальних мережах, де вона вела свою професійну діяльність, які довелось закрити за переслідування у мережі, непристойного відношення та клонування її профілів. На цьому її «фан» не зупинився і спробував зустрітись з нею особисто. Він був затриманий поліцією після скарги журналіста. Ще один «прихильник» був затриманий трохи згодом у Паленсії, за схожі злодіяння. Після отриманого досвіду Лара дала пораду: «не слід чекати ліпшого часу, щоб заявити у поліцію».
Традиційно на першому каналі транслюються футбольні матчі збірної Іспанії та ЛЧ, баскетбольні та тенісні турніри. Між тим у сезоні 2014 - 2015 на спортивному каналі - Teledeporte, було розпочато транслювання першої футбольної ліги Іспанії, що було припинено вже на наступний рік. Після корупційного скандалу у європейському футболі, що набув розголосу о 2015р, транслювання футбольних змагань ЛЧ та ЧЄ були призупинені без яких-небудь офіційних оголошень чи заяв, що можливо було би поєднати із злочинною діяльністю керівників ФІФА та УЄФА, а також їх помічників. На замість цим спортивним подіям, корпорація щонеділі транслює футбольні матчі іспанської прем’єри на першому каналі, інколи на спортивному.
Одна з найвідоміших ведучих іспанського телебачення взагалом, Маріло Монтеро, володарка таких премій як, Краща ведуча телебачення, Золота антена, Золотий мікрофон, що мала премію по Фітнесу та Бодібілдінгу та багато інших, що за останні роки праці встигла стати найгіршою телеведучою за версією премії Джерардо де ла Теле, залишила перший іспанський телеканал у 2016. Вона була відомою насамперед завдяки ранковій програмі "Ранок на першому", це телевезійна програма, що виходить з понеділка по п'ятницю, де обговорюються найсвіжіші новини, соціальна хроніка, здоровий образ життя, фізична культура, кулінарія. Маріло Монтеро спробувала себе у 2014 році у новій вечірній програмі, "Найвеселіше Село", де гравці із різних міст і містечок змагалися між собою за головний приз розміром у 100.000 євро, випробовуючи себе у різних жартівливих іграх.
Вона навіть подала позов до суду на саму себе за те, що пересувалась на мопеді без шолому.

## Видавництво літератури
Корпорація видає журнали іспанською мовою:
- Master Chef — кулінарне видання
- Corazon — щотижневе видання соціальної хроніки. Присвячене життю зірок та видатних людей, огляду урочистих подій
- Saber cocinar — кулінарне видання
- Saber vivir — журнал, який пропагандує здоровий образ життя